# A Liverpool FC 2016–2017-es szezonja
Ez a szócikk a Liverpool FC 2016–2017-es szezonjáról szól, amely a csapat 125. idénye fennállása óta, sorozatban 54. az angol első osztályban. A szezon 2016. július 8-án kezdődött Birkenheadben és 2017. május 24-én végződött Sydney-ben.
A Premier League-ben az összes, 38 forduló alatt 76 pontot szereztek (22 győzelem, 10 döntetlen és 6 vereség), gólkülönbségük +36 (78–42). Ezzel a 2017–2018-as UEFA-bajnokok ligája rájátszás körébe kerültek, amely közvetlenül a csoportkört előzi meg.
Az FA-kupában 2017. január 6-án játszottak először a Plymouth Argyle FC ellen (0–0), az újrajátszást megnyerték idegenben (0–1). A 4. fordulóban hazai pályán kikaptak a másodosztályú Wolverhampton Wanderers FC-től (1–2).
A Ligakupában a második körben, 2016 augusztusában kezdtek a másodosztályú Burton Albion FC ellen idegenben (0–5), majd egy hónappal később a Derby County FC (szintén másodosztályú) ellen is továbbjutottak (0–3). A negyedik fordulóban a Tottenham Hotspur FC-t fogadták vendégül  (2–1), a legjobb nyolc között pedig a Leeds United FC-t (2–1). Az elődöntőben a Southampton FC-vel szemben mindkétszer alulmaradtak (1–0, illetve 0–1).
A csapat az előző, 2015–16-os szezonban a 8. helyen végzett a bajnokságban, így nem jutott be az európai nemzetközi kupák egyikébe sem.

## Mezek
| Hazai mez | Első kapusmez |

| Idegenbeli mez | Második kapusmez |

| Harmadik mez | Harmadik kapusmez |

## Statisztikák
Utolsó elszámolt mérkőzés dátuma: 2017. május 21.

### Kiírások
| Premier League | 38 | 22 | 10 | 6 | 78–42 | +36 | —      | 4.       | 2016.08.13. | 2017.05.21. |
| FA-kupa        | 3  | 1  | 1  | 1 | 2–2   | 0   | 3. kör | 4. kör   | 2017.01.08. | 2017.01.28. |
| Ligakupa       | 6  | 4  | 0  | 2 | 12–3  | +9  | 2. kör | elődöntő | 2016.08.23. | 2017.01.25. |

### Bajnoki helyezések fordulónként
| Forduló  | 1.  | 2.  | 3.  | 4.  | 5.  | 6.  | 7.  | 8.  | 9.  | 10. | 11. | 12. | 13. | 14. | 15. | 16. | 17. | 18. | 19. |
| -------- | --- | --- | --- | --- | --- | --- | --- | --- | --- | --- | --- | --- | --- | --- | --- | --- | --- | --- | --- |
| Helyszín | I   | I   | I   | O   | I   | O   | I   | O   | O   | I   | O   | I   | O   | I   | O   | I   | I   | O   | O   |
| Eredmény | GY  | V   | D   | GY  | GY  | GY  | GY  | D   | GY  | GY  | GY  | D   | GY  | V   | D   | GY  | GY  | GY  | GY  |
| Helyezés | 2.  | 11. | 11. | 6.  | 6.  | 4.  | 4.  | 4.  | 3.  | 3.  | 1.  | 2.  | 2.  | 3.  | 3.  | 2.  | 2.  | 2.  | 2.  |
| Forduló  | 20. | 21. | 22. | 23. | 24. | 25. | 26. | 27. | 28. | 29. | 30. | 31. | 32. | 33. | 34. | 35. | 36. | 37. | 38. |
| Helyszín | I   | I   | O   | O   | I   | O   | I   | O   | O   | I   | O   | O   | I   | I   | O   | I   | O   | I   | O   |
| Eredmény | D   | D   | V   | D   | V   | GY  | V   | GY  | GY  | D   | GY  | D   | GY  | GY  | V   | GY  | D   | GY  | GY  |
| Helyezés | 2.  | 3.  | 4.  | 4.  | 5.  | 5.  | 5.  | 4.  | 4.  | 4.  | 3.  | 4.  | 4.  | 3.  | 3.  | 4.  | 4.  | 4.  | 4.  |

Magyarázat
- GY: győzelem, D: döntetlen, V: vereség

## Díjak

### A csapat díjai
Standard Chartered Player of the Month: a főszponzor havonta kiosztott díja a legjobb játékosnak a szurkolók internetes szavazása alapján a csapat honlapján.
| Hónap             | 2016. augusztus | 2016. szeptember | 2016. október   |
| ----------------- | --------------- | ---------------- | --------------- |
| A hónap játékosa  | Mané (73%)      | Lallana (51%)    | Coutinho (56%)  |
| Hónap             | 2016. november  | 2016. december   | 2017. január    |
| A hónap játékosa  | Matip (19%)     | Lallana (55%)    | Wijnaldum (22%) |
| Hónap             | 2017. február   | 2017. március    | 2017. április   |
| A hónap játékosa  | Mané            | Wijnaldum (51%)  | Coutinho (37%)  |
| A szezon játékosa | Sadio Mané      | Sadio Mané       | Sadio Mané      |